# James Tissot
James Jacques-Joseph Tissot (Nantes, Países del Loira; 15 de octubre de 1836-Chenecey-Buillon, Franco Condado; 8 de agosto de 1902) fue un pintor y grabador francés.

## Biografía
Estudió en la École des Beaux-Arts de París, bajo maestros de la talla de Ingres, Flandrin y Lamothe y expuso por primera vez en el Salón de París en 1859. En 1861 mostró su Reunión de Fausto y Margarita, que fue adquirido por el Estado para la galería de Luxemburgo. Su primer periodo estuvo caracterizado por la pintura de mujeres encantadoras. Semi-mundano sería más preciso como una descripción de la serie de estudios que él denominó La Femme a Paris.

## Carrera
Luchó en la guerra franco-prusiana y, sospechoso de ser un Comunero, salió de París y se instaló en Londres. Allí estudió grabado con sir Seymour Haden, dibujó caricaturas para la revista Vanity Fair y pintó tanto retratos como temas del género. 

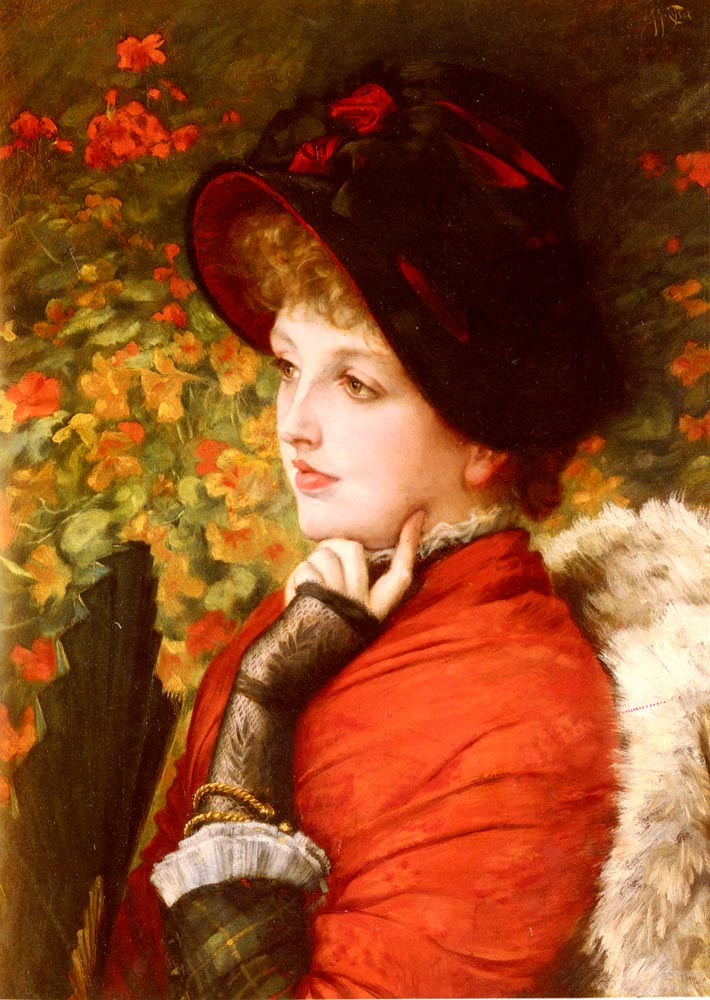
A Type of Beauty (1880), retrato de Kathleen Newton por Tissot

En la década de 1870, conoció a una irlandesa divorciada, Kathleen Newton, quien se convirtió en su compañera sentimental y modelo de muchos de sus cuadros. La joven Newton se mudó en 1876 a la casa de Tissot, con quien vivió hasta su suicidio en la última etapa de la tuberculosis en 1882, a la edad de 28 años. Su relación, considerada un escándalo en la época, le hizo perder algunos de sus acomodados clientes.
Pasaron muchos años antes de que retomara plenamente su carrera con la producción de una serie de 700 acuarelas y dibujos ilustrando la vida de Cristo y el Antiguo Testamento. Luego de su regreso a París después de la muerte de Kathleen Newton, se trasladó a Palestina para tomar apuntes del natural para sus temas bíblicos. 
En 1896 se exhibió en París una serie de 350 dibujos de pasajes de la vida de Cristo, y al año siguiente los mostró en Londres. Fueron publicados por la empresa de Lemercier en París, que le había pagado 1 100 000 francos por ellos (más de 500 dibujos, acuarelas y óleos pertenecen hoy a la colección del Museo Brooklyn). 
Después de este éxito, continuó con escenas sobre el Antiguo Testamento, en las que todavía estaba ocupado en la abadía de Buillon, en el departamento de Doubs (Francia), cuando murió en 1902.

## Estilo
Los méritos de sus ilustraciones bíblicas se centran más en el cuidado con que estudia los detalles de los paisajes que en cualquier otra cualidad de emoción religiosa. Su objetivo sobre todo era la precisión histórica, y en sus figuras un realismo vivo que estaba muy lejos del tratamiento convencional de los temas sagrados.

## Enlaces
- Wikimedia Commons alberga una categoría multimedia sobre James Tissot.
- Portal:Pintura. Contenido relacionado con Pintura.
- Portal:Biografías. Contenido relacionado con Biografías.

- Datos: Q381248
- Multimedia: James Tissot / Q381248